# سولومون تايلور نورث
سولومون تايلور نورث (بالإنجليزية: Solomon Taylor North)‏ هو سياسي أمريكي، ولد في 24 مايو 1853 في مقاطعة جيفرسون في الولايات المتحدة، وتوفي في 19 أكتوبر 1917. حزبياً، نشط في الحزب الجمهوري. وقد انتخب عضو مجلس نواب بنسيلفانيا وانتخب عضو مجلس النواب الأمريكي.